# Geschichte Südtirols

Historisches Tirol:

Die Geschichte Südtirols umfasst die Entwicklungen auf dem Gebiet des heutigen Südtirol von der Frühgeschichte bis zur Gegenwart. Eine eigenständige, vom größeren Tiroler Kontext abgetrennte Geschichte Südtirols begann mit der Besetzung der Region durch italienische Truppen im November 1918. Aufgrund des von Österreich-Ungarn am 3. November 1918 mit Italien geschlossenen Waffenstillstandsabkommens und dem Vertrag von Saint-Germain zwischen den Siegermächten des Ersten Weltkrieges und der neu geschaffenen Republik Österreich fiel Südtirol 1919 an das Königreich Italien und wurde zu dessen nördlichster Provinz.
Bei Texten über Südtirol ist der historische Zusammenhang zu beachten: Bis 1918 und darüber hinaus bezeichnete Südtirol oftmals sämtliche Landesteile Tirols südlich des Brenners, insbesondere auch das heutige Trentino.

## Vorgeschichte
Im Mittelalter, schon seit etwa dem 8. Jahrhundert, gehörte das von Bajuwaren, Langobarden und Rätoromanen besiedelte Tirol bis an die Poebene heran zum Herzogtum Bayern. Von den Grafen von Tirol, von der Bozner-Meraner Gegend ausgehend geeint, fiel es auf Grund eines Erbvertrages 1363 von den Meinhardinern an das Haus Habsburg, und wurde Habsburgisches Erbland. Der Raum von der Bodenseegegend bis an Gardasee und Tauern war als Gefürstete Grafschaft Tirol im bis 1806 bestehenden Heiligen Römischen Reich Deutscher Nation integriert, und ab dem 14./15. Jahrhundert als Oberösterreich, dann als Tirol mit den Vorlanden bzw. Tirol mit Vorarlberg Territorium und zunehmend Landesteil der Habsburgermonarchie, die sich ja aus dem Römisch-deutschen Reich hinaus auch nach Osten und Südosten erstreckte. 1804 bis 1867 war Tirol Teil des Kaisertums Österreich, mit einer Unterbrechung in den napoleonischen Koalitionskriegen, von 1805 bis 1814, als das Land zum neuen Königreich Bayern, ab 1810 zu kleineren Teilen auch zu den napoleonischen Satellitenstaaten Königreich Italien und den Illyrischen Provinzen gehörte. 1867–1918, als Kronland in den im Reichsrat vertretenen Königreichen und Ländern (Cisleithanien), war es Teil der Österreichisch-Ungarischen Monarchie.
Zu Beginn des Ersten Weltkriegs war das Königreich Italien Mitglied im Dreibund und so Verbündeter des Deutschen Reiches und Österreich-Ungarns. Da der Dreibund ein Defensivbündnis war, sah sich Italien nach der österreichisch-ungarischen Kriegserklärung an Serbien jedoch nicht verpflichtet in den Krieg einzutreten und erklärte sich zunächst für neutral. Die italienische Regierung unter Ministerpräsident Antonio Salandra verfolgte aber – wie auch andere Mächte – expansionistische Kriegsziele (siehe auch Irredentismus). Nach Zustimmung des Russischen Reiches zum italienischen Wunsch, auch slawisch besiedelte Gebiete zu annektieren, um die Adria zum Mare Nostrum zu machen, und auf die Italien von Seiten seiner Vertragspartner gegebene Zusicherung hin, nach dem Sieg u. a. den südlichen Teil Tirols bis zum Brennerpass annektieren zu können, schlossen die Triple Entente und Italien am 26. April 1915 den Geheimvertrag von London, mit dem Italien seinerseits zum Kriegseintritt auf Seiten der Entente innerhalb eines Monats verpflichtet wurde, woraufhin das Königreich Italien Österreich-Ungarn am 23. Mai 1915 den Krieg erklärte. Im Londoner Geheimvertrag hatte Italien somit von seinen künftigen Bündnispartnern erstmals die Zusicherung erhalten, nach dem Sieg mit internationaler Unterstützung über die ursprünglichen Ziele des zunächst auf italienischsprachige Gebiete außerhalb des italienischen Staatsgebietes konzentrierten Irredentismus hinausgreifend nicht zum italienischen Sprachgebiet zählende Territorien zu annektieren.
Italien führte von 1915 bis 1918 einen blutigen Gebirgskrieg. Unter anderem gelangen in elf Materialschlachten am Isonzo nur bescheidene Erfolge, während man in der Zwölften Isonzoschlacht eine schwere Niederlage einstecken musste. Erst nach der militärischen Hilfe der Alliierten und den zunehmenden Versorgungs- und Nationalitätenproblemen in der österreichisch-ungarischen Armee gelang die Wende, symbolisiert in der Schlacht von Vittorio Veneto (oder “Dritte Piaveschlacht”) – vom 24. Oktober 1918 bis zum 3. bzw. 4. November 1918 in Nordostitalien –, die zum Waffenstillstand von Villa Giusti bei Padua und zur Niederlage Österreich-Ungarns führte.

## Demographie
Zum Zeitpunkt seiner Annexion war das heutige Südtirol von einer großen deutschsprachigen Mehrheit besiedelt. Laut der Volkszählung von 1910, in der zwischen vier Sprachgruppen unterschieden wurde, sprachen 89 % deutsch, 3,8 % ladinisch und 2,9 % italienisch bei insgesamt 251.000 Einwohnern.
Im Folgenden ist die demographische Entwicklung des Gebietes gemäß den Volkszählungen von 1880 bis 2011 nach Sprachgruppen aufgeschlüsselt, sowohl in absoluten Zahlen wie in Prozenten:
| Jahr | Deutschsprachige | Italienischsprachige | Ladinischsprachige | Andere           | Insgesamt       | Staat             |
| ---- | ---------------- | -------------------- | ------------------ | ---------------- | --------------- | ----------------- |
| 1880 | 186.087 (90,6 %) | 126.884 (3,4 %)      | 128.822 (4,3 %)    | 123.513 (1,7 %)  | 205.306 (100 %) | Österreich-Ungarn |
| 1890 | 187.100 (89,0 %) | 129.369 (4,5 %)      | 128.954 (4,3 %)    | 126.884 (2,3 %)  | 210.285 (100 %) | Österreich-Ungarn |
| 1900 | 197.822 (88,8 %) | 128.916 (4,0 %)      | 128.907 (4,0 %)    | 127.149 (3,2 %)  | 222.794 (100 %) | Österreich-Ungarn |
| 1910 | 223.913 (89,0 %) | 127.339 (2,9 %)      | 129.429 (3,8 %)    | 110.770 (4,3 %)  | 251.451 (100 %) | Österreich-Ungarn |
| 1921 | 193.271 (75,9 %) | 127.048 (10,6 %)     | 129.910 (3,9 %)    | 124.506 (9,6 %)  | 254.735 (100 %) | Italien           |
| 1961 | 232.717 (62,2 %) | 128.271 (34,3 %)     | 212.594 (3,4 %)    | 123.281 (0,1 %)  | 373.863 (100 %) | Italien           |
| 1971 | 260.351 (62,9 %) | 137.759 (33,3 %)     | 115.456 (3,7 %)    | 123.475 (0,1 %)  | 414.041 (100 %) | Italien           |
| 1981 | 279.544 (64,9 %) | 123.695 (28,7 %)     | 117.736 (4,1 %)    | 129.593 (2,2 %)  | 430.568 (100 %) | Italien           |
| 1991 | 287.503 (65,3 %) | 116.914 (26,5 %)     | 118.434 (4,2 %)    | 117.657 (4,0 %)  | 440.508 (100 %) | Italien           |
| 2001 | 296.461 (64,0 %) | 113.494 (24,5 %)     | 118.736 (4,0 %)    | 134.308 (7,4 %)  | 462.999 (100 %) | Italien           |
| 2011 | 314.604 (62,2 %) | 118.120 (23,3 %)     | 120.548 (4,0 %)    | 151.795 (10,5 %) | 505.067 (100 %) | Italien           |
| 2024 | 309.000 (57,6 %) | 121.520 (22,6 %)     | 119.853 (3,7 %)    | 186.560 (16,1 %) | 536.933 (100 %) | Italien           |

## Zwischenkriegszeit (1918–1939)

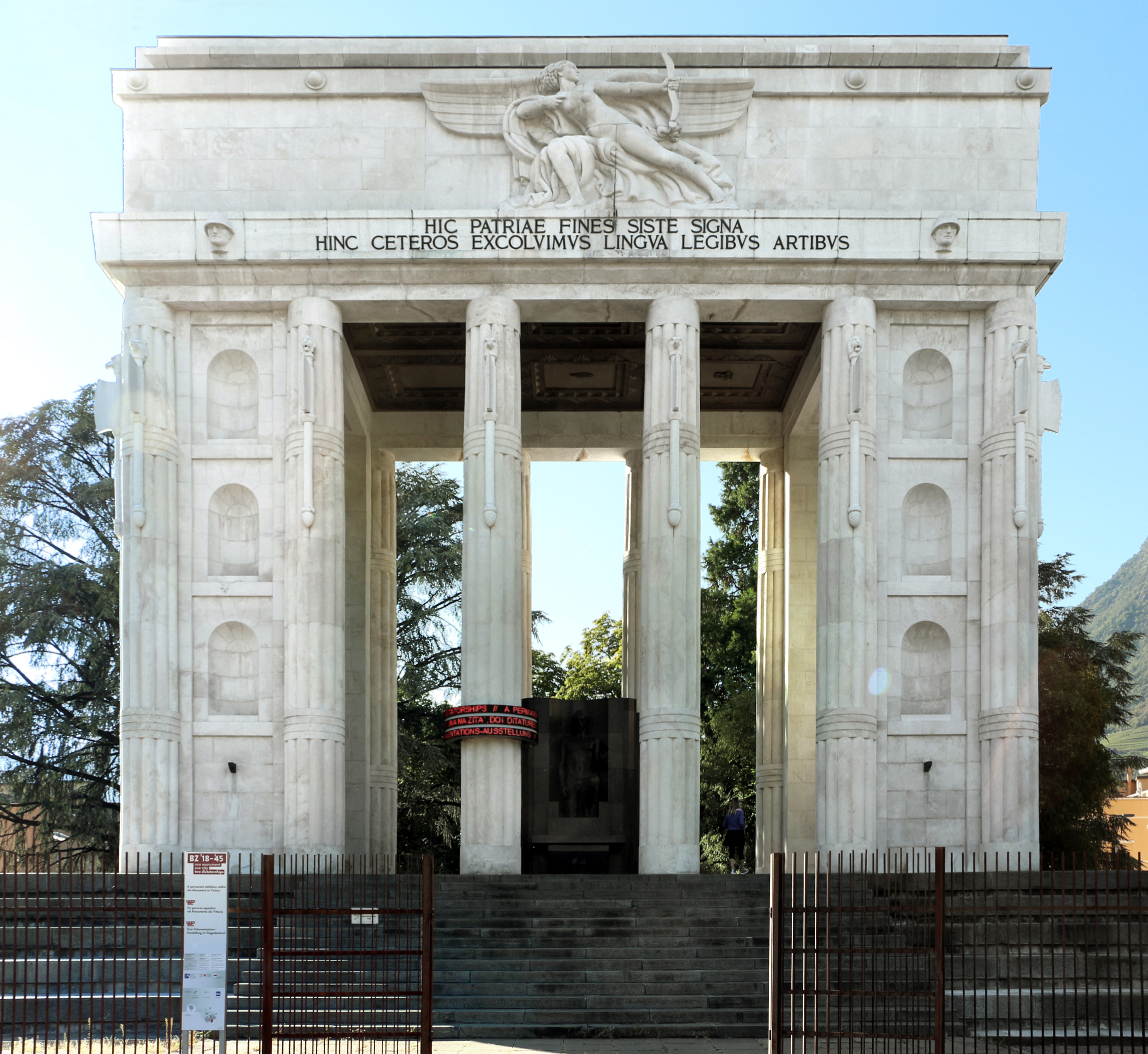
Das Siegesdenkmal in Bozen (2014)

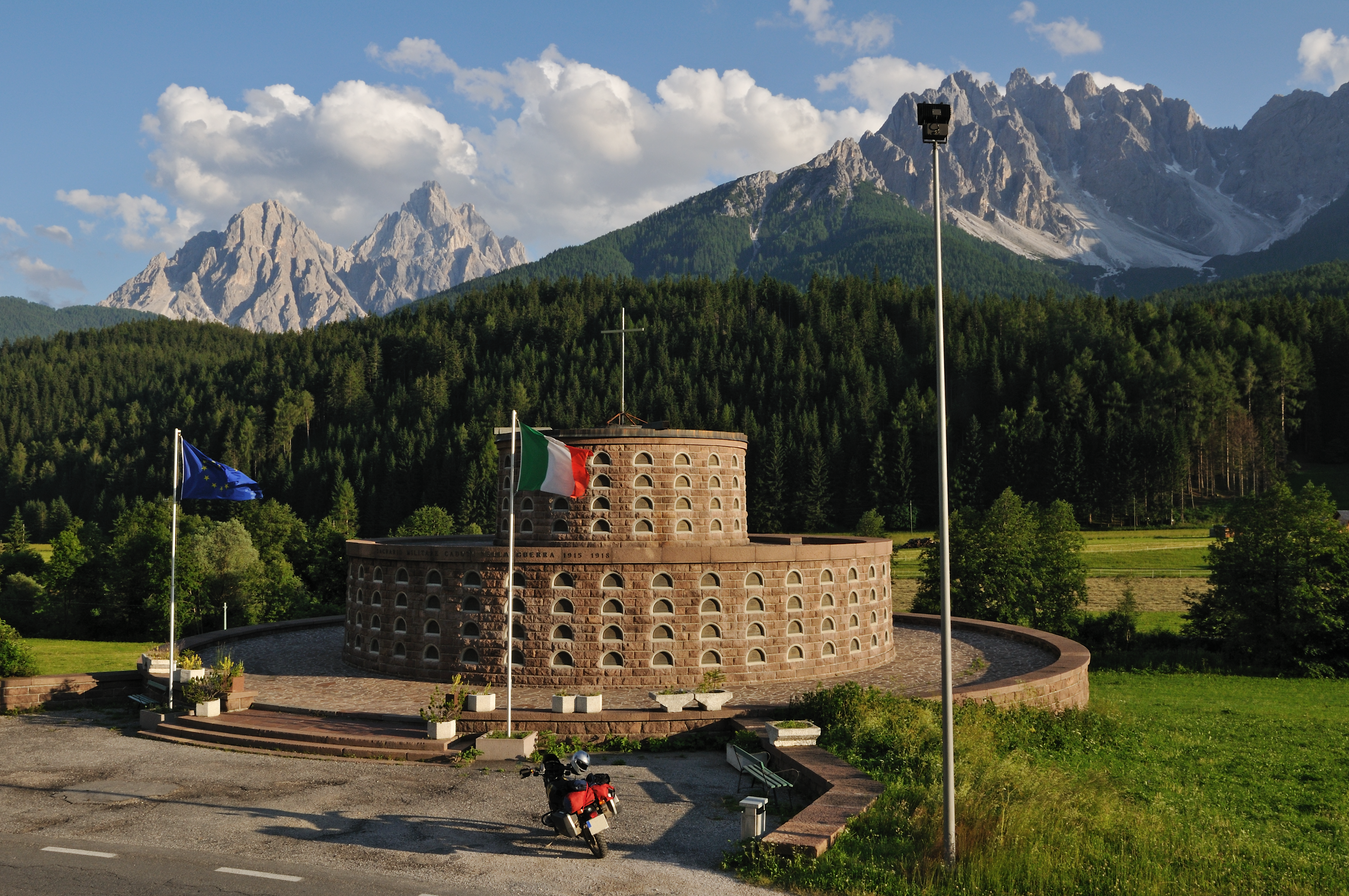
Faschistisches Beinhaus bei Innichen

Das Königreich Italien war 1882 dem Zweibund (Deutschland und Österreich-Ungarn) beigetreten; dieser wurde dadurch zum Dreibund. Diese Allianz war jedoch instabil, denn Italien betrieb mit dem Irredentismus eine expansionistische Politik, die vor allem auf italienisch besiedelte Gebiete unter österreichisch-ungarischer Herrschaft zielte. Die k.k. Monarchie ihrerseits sprach ihre expansionistischen Ziele auf dem Balkan nicht wie von den Dreibundbestimmungen vorgesehen mit Italien ab, etwa in der Bosnischen Annexionskrise von 1908 oder bei der österreichisch-ungarischen Kriegserklärung an Serbien vom 28. Juli 1914.
De jure zerbrach das Bündnis 1915, als Italien nach der Unterzeichnung des geheimen Londoner Vertrages im Mai 1915 den Dreibundvertrag kündigte und wenig später auf der Seite der Triple Entente in den Ersten Weltkrieg eintrat (Näheres hier). Die Entente-Mächte hatten Italien die „Brennergrenze“ und andere Gebiete zugesichert, um Italien zum Kriegseintritt zu bewegen.
Nach dem für Österreich-Ungarn verlorenen Ersten Weltkrieg wurden das vornehmlich deutschsprachige Südtirol ebenso wie das vornehmlich italienischsprachige Welschtirol im November 1918 von Italien besetzt. Dennoch arbeiteten alle 15 in der Reichsratswahl 1911 (nur von Männern) gewählten Reichsratsabgeordneten aus dem deutschen Sprachgebiet Tirols vom 21. Oktober 1918 bis zum 16. Februar 1919 in der Provisorischen Nationalversammlung für Deutschösterreich mit, darunter sieben Abgeordnete aus Südtirol wie Atanas von Guggenberg, Emil Kraft und Ämilian Schöpfer. Parallel hierzu wurde am 4. November 1918 in Bozen ein provisorischer Nationalrat für Deutsch-Südtirol gebildet, der mit der Ermächtigung des Tiroler Nationalrates sämtliche Regierungsbefugnisse übernahm und am 16. November sogar die Unteilbare Republik Südtirol proklamierte. Bald nach der Besetzung Südtirols durch italienische Truppen wurde diese politische Körperschaft der Deutsch-Südtiroler aufgelöst.
Die am 16. Februar 1919 abgehaltene Wahl der Konstituierenden Nationalversammlung Deutschösterreich konnte im Wahlkreis Deutsch-Südtirol nur von etwa einem Zehntel der Wahlberechtigten, nämlich im Bezirk Lienz, vorgenommen werden. Deshalb beschloss die Nationalversammlung am 4. April 1919, für die nicht repräsentierten Gebiete proportional nach den in Nord- und Osttirol vorliegenden Wahlresultaten acht weitere auf den Wahllisten der Parteien geführte Kandidaten in die Nationalversammlung einzuberufen. Sie wurden am 24. April 1919 in Wien angelobt. Es handelte sich um fünf Mandatare der Tiroler Volkspartei, zwei Sozialdemokraten und einen Deutschfreiheitlichen.
Die Konstituierende Nationalversammlung musste am 21. Oktober 1919 den im September 1919 von Staatskanzler Karl Renner gezwungenermaßen unterzeichneten Vertrag von Saint-Germain (damals als Diktat von Saint-Germain bezeichnet) ratifizieren. Damit wurde der gegen den Willen der dortigen Bevölkerung eingetretene Verlust Südtirols von Österreich akzeptiert. Die Gebiete südlich des Brenners wurden am 10. Oktober 1920 vom Königreich Italien formalrechtlich annektiert.
Die italienische Annexion widersprach dem Prinzip der nationalen Selbstbestimmung, das der US-amerikanische Präsident Woodrow Wilson zuvor in seinen Vierzehn Punkten als alliiertes Kriegsziel verkündet hatte, denn die heutige Autonome Provinz Bozen – Südtirol war laut Volkszählung von 1910 zu 89 % von Deutschen bewohnt. Namentlich Wilsons Punkt 9 legte ausdrücklich fest, dass „eine Neuregelung der Grenzen Italien entlang klar erkennbarer nationaler Grenzen durchgeführt werden soll“. In Österreich, vorwiegend in Innsbruck, wurden als Solidaritätsbekundung Straßen und Plätze nach Südtiroler Orten umbenannt (vgl.: Südtiroler Platz). Ähnliches geschah auch im Deutschen Reich, hauptsächlich in Bayern.
Die deutschsprachigen Gebiete südlich des Brenners wurden mit dem vormaligen Welschtirol (Trentino) zu einer mehrheitlich italienischsprachigen Verwaltungseinheit namens Venezia Tridentina (weitgehend deckungsgleich mit der heutigen Region Trentino-Südtirol) vereint.
König Viktor Emanuel III. hatte in seiner Thronrede am 1. Dezember 1919 versichert, der neuen Provinz eine „sorgfältige Wahrung der lokalen Institutionen und der Selbstverwaltung“ zuzugestehen. Am 15. Mai 1921 konnten die Südtiroler zum ersten Mal an den Wahlen zum römischen Parlament teilnehmen. Der Deutsche Verband, eine gemeinsame Liste aus Tiroler Volkspartei und Deutschfreiheitliche Partei, erreichte 90 % der Stimmen im Lande und konnte vier Sitze in der Abgeordnetenkammer erlangen. Die Sozialdemokraten gingen hingegen leer aus. Die Abgeordneten Eduard Reut-Nicolussi, Karl Tinzl, Friedrich von Toggenburg und Wilhelm von Walther machten sich für Südtirol stark, aber sämtliche Autonomiebestrebungen wurden aufgrund der sich dramatisch verändernden politischen Lage enttäuscht.
1921 kamen Schlägertrupps der italienischen Schwarzhemden auch nach Südtirol, wo sie vornehmlich Überbleibsel und Symbole der ihr „verhassten Doppelmonarchie“ (etwa Doppeladler) zerstörten. Höhepunkt dieser Szenen war der sogenannte Bozner Blutsonntag, ein Übergriff auf einen Trachtenumzug in Bozen am 24. April 1921, bei dem der Marlinger Lehrer Franz Innerhofer ermordet wurde. Am 2. Oktober 1922 zogen 700 italienische Faschisten nach Bozen und besetzten das Rathaus unter den Augen der Polizeikräfte, die dagegen nicht einschritten.
Mit der Machtergreifung des Duce Benito Mussolini begann für die Südtiroler die Italianisierungsphase. Die Zwangsmaßnahmen trugen vor allem die Handschrift von Ettore Tolomei, einem Nationalisten aus dem Trentino, der sich die Italianisierung Südtirols zur Lebensaufgabe gemacht hatte. Am 15. Juli 1923 präsentierte er im Stadttheater Bozen sein Programm zur Assimilierung Südtirols. Ab 1923 wurden sämtliche Orts- und Flurnamen italianisiert und die Verwendung des Namens Tirol verboten. Bereits 1916 hatte Tolemei den Prontuario herausgegeben, eine Liste, in der die Ortsnamen ins italienische übertragen wurden, teilweise schlichte Übersetzungen der gebräuchlichen deutschen Namen. Auch die deutschen Familiennamen der Bevölkerung waren darin bereits übersetzt.
Nun begann eine „Entnationalisierungs- und Kolonisationspolitik“, die die „soziale und politische Entheimatung der Südtiroler“ betrieb und sie als Reaktion in weiterer Folge „aufnahmefähig … für die Ideen des nationalsozialstischen Gedankenguts“ machte. Zwischen 1923 und 1925 wurde Italienisch zur einzig zugelassenen Amts- und Gerichtssprache; sämtliche deutschsprachigen Zeitungen wurden verboten, mit Ausnahme der faschistischen Alpenzeitung, die erstmals 1926 und bis 1943 erschien. Ab 1927 durften die Dolomiten und einige andere Zeitschriften aus dem (damals) kirchlichen Verlagshaus Athesia wieder erscheinen.
Zudem stand Südtirol ab 1924 unter Militärprotektorat; Gebäude durften nur nach Zustimmung der Militärs errichtet werden.
Im Zuge der faschistischen Schulreform von 1923 wurde in den folgenden Schuljahren an allen Schulen die deutsche Sprache verboten. Kirchliche Schulen mussten sich ebenfalls fügen oder schließen. Einzig die Knabenseminare Vinzentinum in Brixen und Johanneum in Dorf Tirol konnten aufgrund der Lateranverträge von 1929 in deutscher Sprache weiterarbeiten.
Da Proteste der deutschen Südtiroler keine Wiederzulassung der deutschen Sprache brachten, suchte man neue Formen, die Muttersprache an die Kinder weiterzugeben. Im Schuljahr 1925/26 nahmen deutsche Geheimschulen (Katakombenschulen) ihre Tätigkeit auf.
1927 wurde die Venezia Tridentina geteilt, es entstanden die mehrheitlich italienischsprachige Provinz Trient (allerdings unter Einschluss einiger deutschsprachiger Gemeinden des Grenzgebiets, etwa im Unterland) und die mehrheitlich deutschsprachige Provinz Bozen. Das Siedlungsgebiet der Ladiner war nun auf die drei Provinzen Bozen, Trient und Belluno aufgeteilt.
Zehn Jahre nach Kriegsende wurde 1928 in Bozen ein Siegesdenkmal errichtet, ein Monument typischer Herrschaftsarchitektur des italienischen Faschismus, das dem italienischen Sieg im Ersten Weltkrieg gewidmet wurde. Forderungen nach Beseitigung dieses Diktaturerbes führten nicht zu seinem Abbruch, so dass es von italienischen Neofaschisten als „Wallfahrtsort“ genutzt werden konnte, ehe es 2014 umgestaltet und zum Ort einer historischen Dauerausstellung über Faschismus und Nationalsozialismus umfunktioniert werden konnte. Denkmäler aus der österreichischen Kaiserzeit wurden hingegen zerstört bzw. abgetragen.

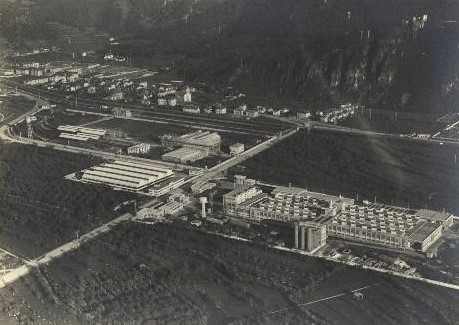
Luftaufnahme vom Industriegebiet Bozen, 1936

1928 begann die zweite Phase der Italianisierungspolitik. Da die bisherigen Bemühungen zur Ausmerzung der deutschen Sprache in Südtirol nicht von großem Erfolg gekrönt waren, wurde in Bozen ein eigenes Industriegebiet zur Ansiedlung italienischer Betriebe angelegt. Firmen erhielten großzügige Subventionen und Steuerbegünstigungen, wenn sie Niederlassungen für zuziehende Arbeiter in Bozen errichteten. So wurde innerhalb weniger Jahre die Einwohnerzahl Bozens durch italienische Zuwanderer vervielfacht: die Bevölkerung wuchs von 30.000 Einwohnern zur Jahrhundertwende auf zwischenzeitlich bis zu 120.000.
In dieser Zeit wurde auch der Südtiroler Alpenwall errichtet.

## Zweiter Weltkrieg (1939–1945)

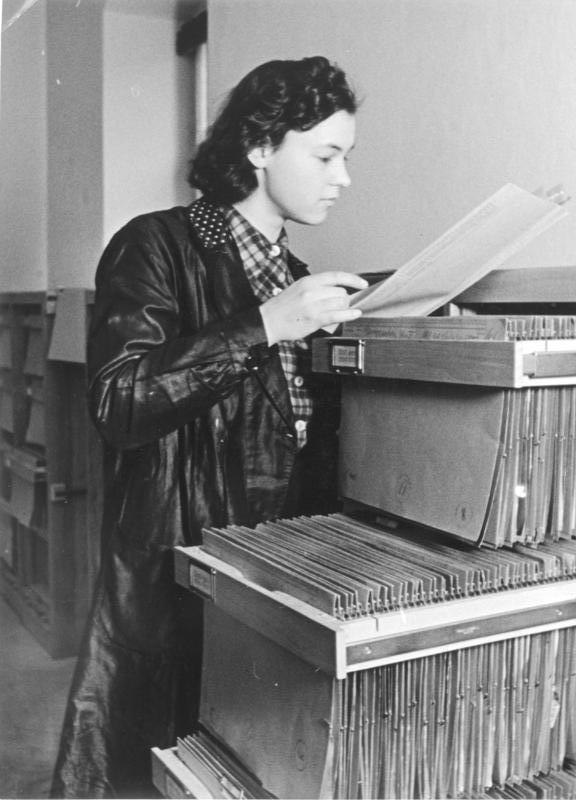
Kartei der Rückwanderer in der Zentralstelle der Umsiedlung Südtirol (1940), Aufnahme aus dem Bundesarchiv

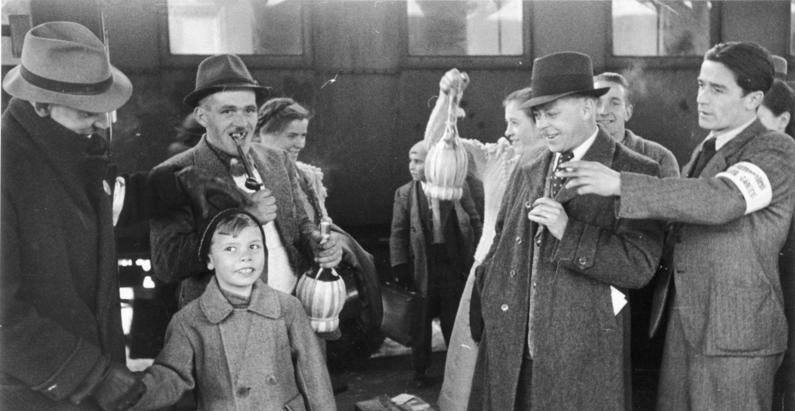
Ankunft Südtiroler Umsiedler in Innsbruck (1940), Aufnahme aus dem Bundesarchiv

Der Anschluss Österreichs an das von Adolf Hitler geführte Deutsche Reich 1938 wurde von vielen Südtirolern mit Begeisterung aufgenommen – in der Hoffnung, das Land werde bald selbst heim ins Reich geholt. Hitler erklärte jedoch im selben Jahr die Brenner-Grenze als unantastbar. In den Kreisen des nationalsozialistischen Völkischen Kampfrings Südtirols (VKS), der in den 30er Jahren mit seiner NS-Propaganda enorme Breitenwirkung in der Bevölkerung erreicht hatte, wurde dieser Entschluss mit der Begründung gerechtfertigt, für den großdeutschen Gedanken müsse man zuletzt eben auch den Verlust der Heimat in Kauf nehmen.
1939 wurde das sogenannte „Hitler-Mussolini-Abkommen“ geschlossen, das die deutschsprachigen Südtiroler vor die Wahl stellte, entweder für Deutschland zu optieren und dorthin auszuwandern oder – einer unsicheren Zukunft im faschistischen Staat entgegensehend – in Südtirol zu verbleiben und die italienische Staatsbürgerschaft zu behalten. Insbesondere der VKS setzte sich aus ideologischen Motiven für die Option ein, unterstützt auch von sorgsam von deutscher Seite gestreuten Gerüchten, Italien plane eine Deportierung der deutschsprachigen Südtiroler nach Sizilien oder gar Abessinien. Der VKS forcierte einen Propagandakrieg der Optanten gegen die Dableiber, der auch zu Terror ausartete und sich über mehrere Jahre fortsetzte. In der Folge votierten rund 85 % der etwa 200.000 befragten Südtiroler für die Option. Dieser inner-südtirolische Konflikt spiegelte sich, wenn auch mit anderen Kräfteverhältnissen, in der Kirche: Während der Bischof von Brixen Johannes Geisler die Aussiedlung unterstützte, entschied sich eine deutliche Mehrheit des Klerus für einen Verbleib in Südtirol.
Ab Mitte November 1939 erfolgten erste größere Auswanderungswellen ins Reich, bis Jahresende wurden etwa 11.500 Umsiedler verzeichnet, die bei ihrem Vorhaben durch die Arbeitsgemeinschaft der Optanten für Deutschland und die Amtliche deutsche Ein- und Rückwanderungsstelle unterstützt wurden. Von den etwa 75.000 Optanten, die bis 1943 tatsächlich ins Reich übersiedelten, wanderten rund 50 % 1940 aus. Danach ging die Zahl der Umsiedlungen aus mehreren Gründen jährlich stetig zurück: Die Zuweisung eines geschlossenen Siedlungsgebiets, das den Südtirolern versprochen worden war, blieb aus, die Unterbringung und Arbeitsmöglichkeiten der ersten Auswanderer entsprachen nicht den Erwartungshaltungen und die Schätzung und Ablösung der Vermögenswerte, die den Optanten ersetzt werden sollten, verzögerte sich.
Nach dem Sturz Mussolinis im Juli 1943 und damit der Auflösung des Verbündetenstatus Italiens mit dem Deutschen Reich, dem folgenden Einmarsch der Wehrmacht (vgl.: Fall Achse) und der Errichtung der Operationszone Alpenvorland unter Leitung des Obersten Kommissars Franz Hofer, des Gauleiters von Tirol-Vorarlberg, wurden die Auswanderung der Optanten und die Zuwanderung von Italienern beendet. Ein Großteil der Bevölkerung in Südtirol begrüßte den Einzug der deutschen Truppen als Befreiung.
Am 6. November 1943 wurde, obwohl das Gebiet kein Teil des Deutschen Reichs war, die allgemeine Wehrpflicht eingeführt, deren Nichtbefolgung mit der Todesstrafe geahndet wurde. Sowohl Optanten als auch Dableiber (also italienische Staatsbürger) wurden in deutsche Verbände, darunter auch Einheiten der SS, eingegliedert. Thomas Casagrande geht von 3500 bis 5000 Südtirolern in der Waffen-SS aus. Das Attentat in der Via Rasella in Rom am 23. März 1944 auf Soldaten des Polizeiregiments Bozen, bei dem 33 von ihnen zu Tode kamen, war Anlass für das Massaker in den Ardeatinischen Höhlen, bei dem tags darauf 335 italienische Zivilisten umgebracht wurden. Innerhalb Südtirols wurde der „Südtiroler Ordnungsdienst“ (SOD), eine von den NS-Machthabern unterstützte polizeiähnliche Hilfstruppe, aktiv.

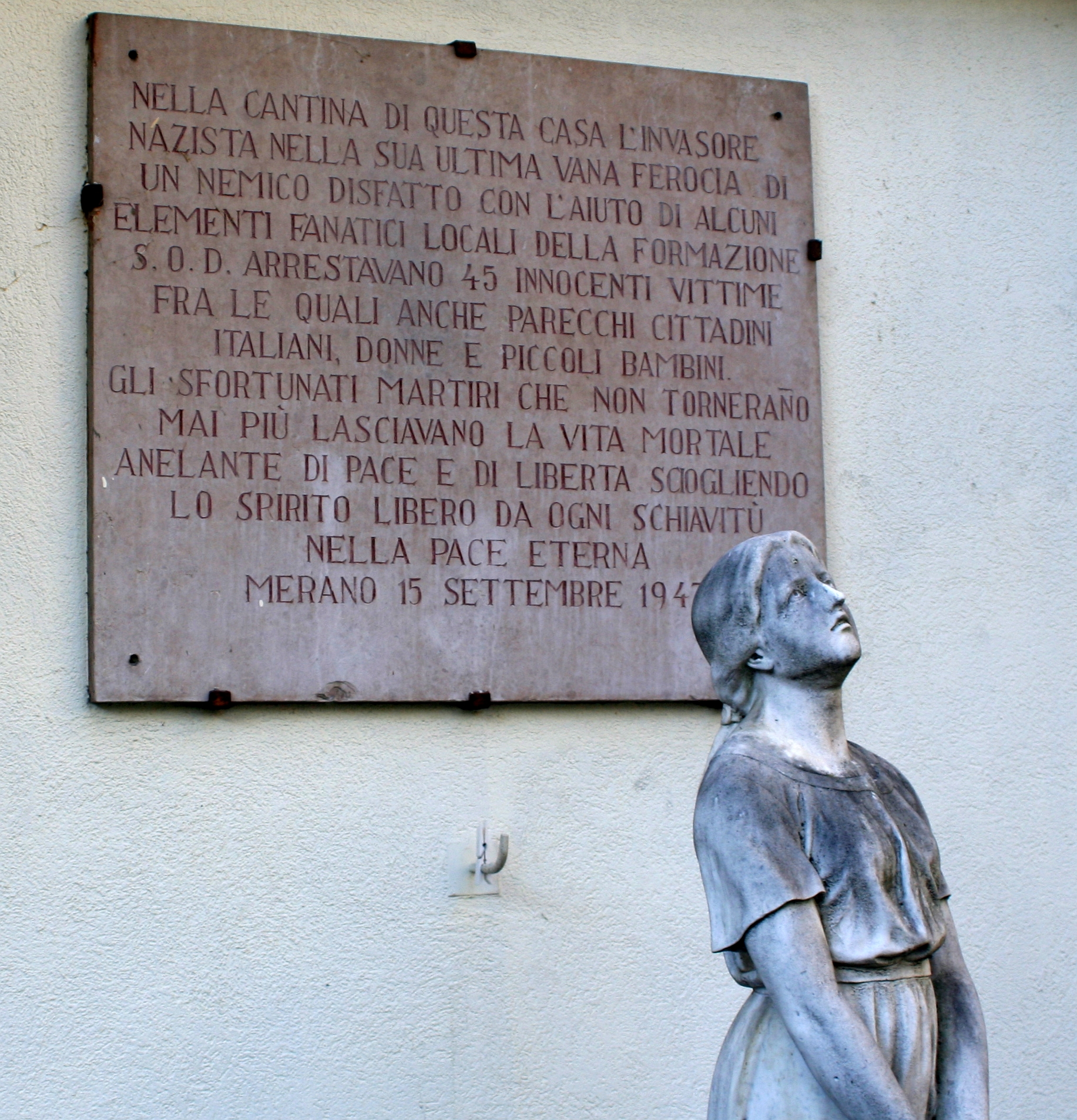
Denkmal für die 1943 deportierten Juden Merans am ehemaligen Balilla-Haus, Otto-Huber-Straße, Meran (Übersetzung in der Bildbeschreibung)

Die NS-Herrschaft in Südtirol besiegelte auch das Schicksal der jüdischen Gemeinde Merans, die beim Einmarsch der deutschen Truppe noch etwa 60 Mitglieder umfasste. Im September 1943 wurden 24 von ihnen vom SOD unter Führung der Gestapo verhaftet und in der Folge ins Lager Reichenau bei Innsbruck verschleppt. 19 Mitglieder starben in Auschwitz, vier noch in Reichenau. Die Dezimierung ihrer Gemeinde überlebten lediglich acht Personen. Im Juli 1944 wurde mit dem Polizeilichen Durchgangslager Bozen ein Konzentrationslager errichtet, in dem bis Ende April 1945 etwa 11.000 Menschen interniert waren – ca. 3.500 von den Häftlingen wurden in die Todeslager Auschwitz, Dachau und Mauthausen deportiert.
Widerstand gegen den Nationalsozialismus kam in Südtirol im Vergleich zum übrigen Italien in geringerem Ausmaß vor, da er – anders als weiter südlich – zumindest auf deutschsprachiger Seite nicht als nationaler Befreiungskampf begründet sein konnte. Zudem war der Widerstand entlang der Sprachgruppengrenzen fragmentiert. Auf deutschsprachiger Seite war der Andreas-Hofer-Bund aktiv, der sich grundsätzlich aus Dableibern zusammensetzte und in Friedl Volgger und Hans Egarter seine bedeutendsten Akteure fand. Unter anderem aus dem Kreis um den Andreas-Hofer-Bund ging 1945 die Südtiroler Volkspartei hervor. Auf italienischsprachiger Seite gab es in Bozen eine Sektion des Comitato di Liberazione Nazionale (CLN), der sich – anders als der Andreas-Hofer-Bund – für einen Verbleib Südtirols bei Italien einsetzte und ab dem 3. Mai 1945 auch die Verwaltung des Landes übernahm. In einigen Maßnahmen des CLN, etwa der Adjustierung administrativer Grenzen oder der Wiedereinsetzung faschistischer Funktionäre und Bürokraten, machte sich umgehend eine Kontinuität zur faschistischen Politik bemerkbar.
Die Situation Südtirols in den letzten Kriegstagen bot andererseits Gelegenheit zur Befreiung von Opfern der Nationalsozialisten: Wichard von Alvensleben konnte am 30. April 1945 in der Nähe des Pragser Wildsees einen Transport 139 prominenter Sonderhäftlinge befreien, deren SS-Wachmannschaft den Befehl hatte, diese Häftlinge nicht lebend in Feindeshand fallen zu lassen. Zu diesen Häftlingen gehörten u. a. der ehemalige österreichische Bundeskanzler Kurt Schuschnigg, der mehrfache französische Premierminister Léon Blum, der Theologe Martin Niemöller, der deutsche Industrielle Fritz Thyssen sowie die Widerstandskämpfer Bogislaw von Bonin, Fabian von Schlabrendorff und Alexander von Falkenhausen, Isa Vermehren sowie Sippenhäftlinge des 20. Juli 1944, wie etwa die Familie des Hitler-Attentäters von Stauffenberg.
Nach dem Zweiten Weltkrieg durchquerten tausende Flüchtlinge Südtirol auf dem Weg nach Genua und Rom, darunter auch prominente Personen des NS-Regimes und Kriegsverbrecher. Über Südtirol entkamen unter anderen auch Adolf Eichmann und Josef Mengele nach Südamerika. Südtirol war in den Nachkriegsjahren ein geeignetes Versteck für Kriegsverbrecher und Nationalsozialisten, da es zum einen nach dem Abzug der Alliierten im Dezember 1945 als erstes deutschsprachiges Territorium nicht mehr unter alliierter Kontrolle stand und zum anderen in einer zu großen Teilen durch die Option staatenlos gewordenen Bevölkerung das Untertauchen leichter fiel. Der staatsrechtliche Schwebezustand führte auch dazu, dass – in vielen Fällen entscheidend unterstützt von der Katholischen Kirche – die einfache Beschaffung gefälschter Ausweise möglich war.

## Wiederaufbau und Kampf um Autonomie (1945–1972)

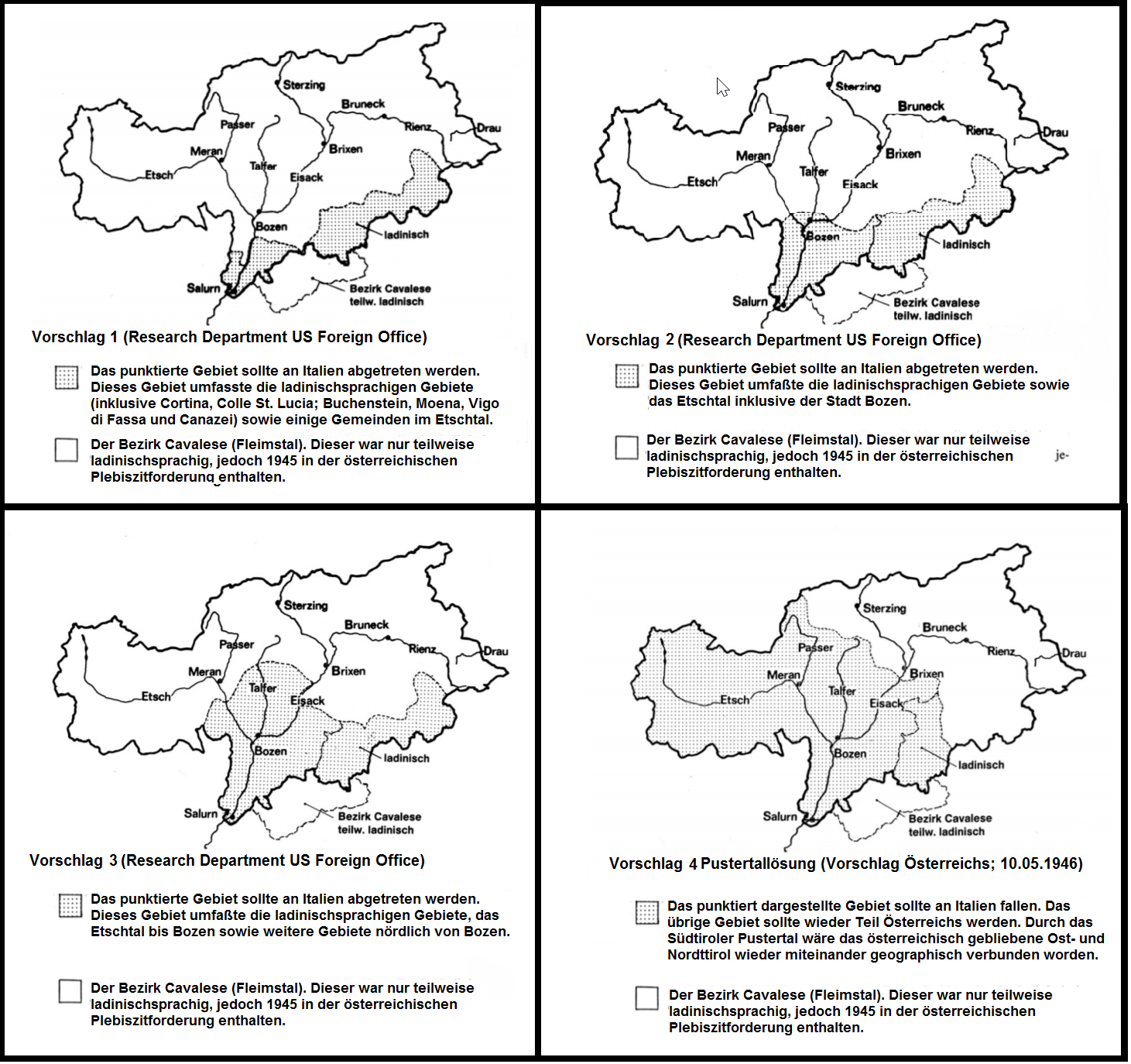
Teilungsvorschläge für Südtirol (1945/1946)

Nach dem Zweiten Weltkrieg hegten viele Südtiroler erneut Hoffnungen, eine Wiedervereinigung mit Nordtirol im Zuge einer absehbaren staatlichen Neugründung Österreichs zu erreichen. Auf Initiative der neu gegründeten Südtiroler Volkspartei wurden hierfür 155.000 Unterschriften gesammelt und dem österreichischen Bundeskanzler Leopold Figl am 22. April 1946 übergeben. Da Österreich zu diesem Zeitpunkt jedoch noch nicht die volle staatliche Souveränität von den alliierten Siegermächten zurückerhalten hatte, war die Verhandlungsposition der österreichischen Delegation gegenüber Italien bei den Friedensverhandlungen 1946 in Paris geschwächt. Im Rahmen dieser Verhandlungen wurde seitens Österreichs eine Volksabstimmung über die Wiedereingliederung Südtirols nach Österreich gefordert. Die österreichische Gebietsforderung umfasste das ganze heutige Südtirol und die an die Provinz Belluno abgetretenen ladinischsprachigen Gemeinden Colle St. Lucia; Buchenstein und Cortina d’Ampezzo. Des Weiteren die ladinischsprachigen Gemeinden im Fassatal (Moena, Vigo di Fassa, Canazei) sowie den nur teilweise ladinischsprachigen Bezirk Cavalese im Fleimstal. Das US-Außenministerium ließ im Rahmen der Verhandlungen auch mehrere Teilungslösungen für Südtirol ausarbeiten. Am Rande der Friedensverhandlungen wurde hinsichtlich der Südtirolfrage zwischen Italien und Österreich schließlich das sogenannte Gruber-De-Gasperi-Abkommen unterzeichnet. Italien, das als Folge des Krieges bereits die Halbinsel Istrien und die Städte Fiume und Zara an Jugoslawien hatte abtreten müssen, wurde bei diesen Verhandlungen das Gebiet Südtirols erneut zugesprochen. Der deutsch- und ladinischsprachigen Bevölkerungsmehrheit in der Region wurden von Seiten Italiens allerdings autonome Grundrechte zugesichert; Österreich wurde als Schutzmacht der Südtiroler Bevölkerung in Italien anerkannt.
Die italienische Regierung erweiterte 1948 die Provinz Bozen um einige bis dato der Provinz Trient zugeschlagene deutschsprachige Gemeinden (in erster Linie im Unterland und am Deutschnonsberg), fasste die beiden Provinzen aber zu einer Region zusammen. Diese autonome Region Trentino-Tiroler Etschland, die mehrheitlich italienischsprachig war, erhielt wesentliche Teile der autonomen Kompetenzen, was die politischen Vertreter der deutschsprachigen Südtiroler in eine Minderheitenposition brachte. Die Umsetzung bedeutender Punkte des Pariser Vertrages wurde somit von der italienischen Zentralregierung bewusst verzögert, was zu stetig steigendem Unmut der deutsch- und ladinischsprachigen Südtiroler gegenüber dieser ersten Autonomielösung, dem sogenannten Ersten Autonomiestatut, führte. Besonders umstritten war in jenen Jahren die von der italienischen Regierung aktiv geförderte Zuwanderung von italienischen Arbeitsmigranten, die 1957 ihren Höhepunkt erreichte, als für diese Menschen 5000 Wohnungen in Südtirol errichtet werden sollten. Vertreter der Südtiroler Volkspartei unter Silvius Magnago befürchteten eine fortschreitende Marginalisierung der deutsch- und ladinischsprachigen Bevölkerungsmehrheit. Auf der Großkundgebung von Schloss Sigmundskron versammelte die Volkspartei 1957 rund 35.000 Südtiroler und forderte eine Loslösung der Provinz Bozen (Südtirol) von der Provinz Trient, womit sie erstmals auch internationales Interesse für die Südtirolfrage wecken konnte.
Mit der definitiven Neugründung Österreichs nach Unterzeichnung des Staatsvertrags im Jahr 1955 erhielt die Südtiroler Volkspartei erneut verstärkte Unterstützung von Seiten der Österreichischen Bundesregierung. Diese erreichte im Sinne der Südtiroler einen ersten Teilerfolg, als nach diversen erfolglosen Sondierungsgesprächen zwischen Regierungsvertretern Italiens und Österreichs auf Initiative des sozialdemokratischen Außenministers Bruno Kreisky die versäumte Umsetzung des Pariser Vertrags 1960 erstmals als Thema auf die Tagesordnung der UN-Vollversammlung gesetzt wurde. Mit der UN-Resolution 1497/XV vom 31. Oktober 1960 wurde dabei festgestellt, dass die Umsetzung des Pariser Vertrags für Italien bindend sei.
Parallel zu den diplomatischen Verhandlungen zwischen der Südtiroler Volkspartei und italienischen und österreichischen Regierungsvertretern war es bereits ab 1956 zu einer Serie von Bombenattentaten gekommen, die anfänglich (bis 1961) vom BAS um Sepp Kerschbaumer, später von neonazistischen Kreisen aus dem deutschsprachigen Ausland durchgeführt worden waren, wobei diese Gruppen nicht eine Umsetzung der Autonomielösung anstrebten, sondern eindeutig für die Loslösung Südtirols von Italien eintraten. Während die Anschläge in den ersten Jahren unter der Regie Kerschbaumers weitgehend auf die Zerstörung von Sacheigentum abzielten (Strommasten, italienische Wohnbauten), richtete sich die Gewalt sogenannter „Südtirol-Aktivisten“ zunehmend auch gegen Menschen, nachdem infolge der Anschlagsserie der Feuernacht 1961 die ursprüngliche BAS-Gruppe fast vollständig inhaftiert worden war. Insgesamt wurden in der Zeit vom 20. September 1956 bis zum 30. Oktober 1988 361 Anschläge gezählt, bei denen Sprengstoff, Maschinengewehre und Minen eingesetzt wurden. Dabei wurden 21 Tote registriert, davon 15 Staatsvertreter, zwei Zivilisten und vier Mitglieder des BAS, die bei der Vorbereitung eines Bombenattentats getötet wurden, weiters 57 Verletzte (24 Staatsvertreter und 33 Zivilisten). 
Zur Eskalation der Gewalt trugen ab 1961 auch die italienischen Behörden bei. Neben Folterungen von verhafteten BAS-Aktivisten durch die Carabinieri, die von diesen Vergehen vor Gericht – im Gegensatz zu den meisten BAS-Aktivisten – großteils freigesprochen wurden, operierten auch bald der italienische Militärgeheimdienstes SIFAR in Südtirol, um mit gewalttätigen Provokationen die politischen Spannungen zu verschärfen und dadurch die Verhandlungsposition der deutschsprachigen Südtiroler zu schwächen.
Die diplomatischen Verhandlungen waren nach dem Erfolg Kreiskys vor der UNO 1960 und vor dem Hintergrund der Attentate des Jahres 1961 einer Lösung näher gekommen, als in Italien im selben Jahr die parlamentarische Neunzehnerkommission ihre Arbeit aufnahm, um konkrete Lösungsvorschläge für die Umsetzung des Gruber-De-Gasperi-Abkommens zu erarbeiten. Die Kommission präsentierte im April 1964 ihre Ergebnisse; im Dezember desselben Jahres erzielten die beiden sozialdemokratischen Außenminister Giuseppe Saragat und Bruno Kreisky daraufhin eine grundlegende Einigung, die allerdings von der Südtiroler Volkspartei abgelehnt wurde. Erst nach mehrjährigen Nachverhandlungen, die von Vertretern der österreichischen ÖVP-Regierung unter Josef Klaus, von verschiedenen italienischen Regierungsvertretern (unter ihnen maßgeblich der Christdemokrat Aldo Moro) und von Silvius Magnago für die Südtiroler Volkspartei geführt wurden, konnte schließlich hinsichtlich einer Reihe an Maßnahmen eine Einigung erzielt werden. Unter dem Schlagwort Südtirol-Paket wurden diese Maßnahmen 1969 von der Generalversammlung der Südtiroler Volkspartei, vom österreichischen Nationalrat und 1971 vom italienischen Parlament genehmigt, womit das sogenannte Zweite Autonomiestatut für Südtirol im Jahr 1972 als Verfassungsgesetz in Kraft treten konnte. Im Verlauf der folgenden Jahrzehnte wurde es mittels einfacher Gesetzgebung schrittweise umgesetzt.

## Autonomie seit 1972

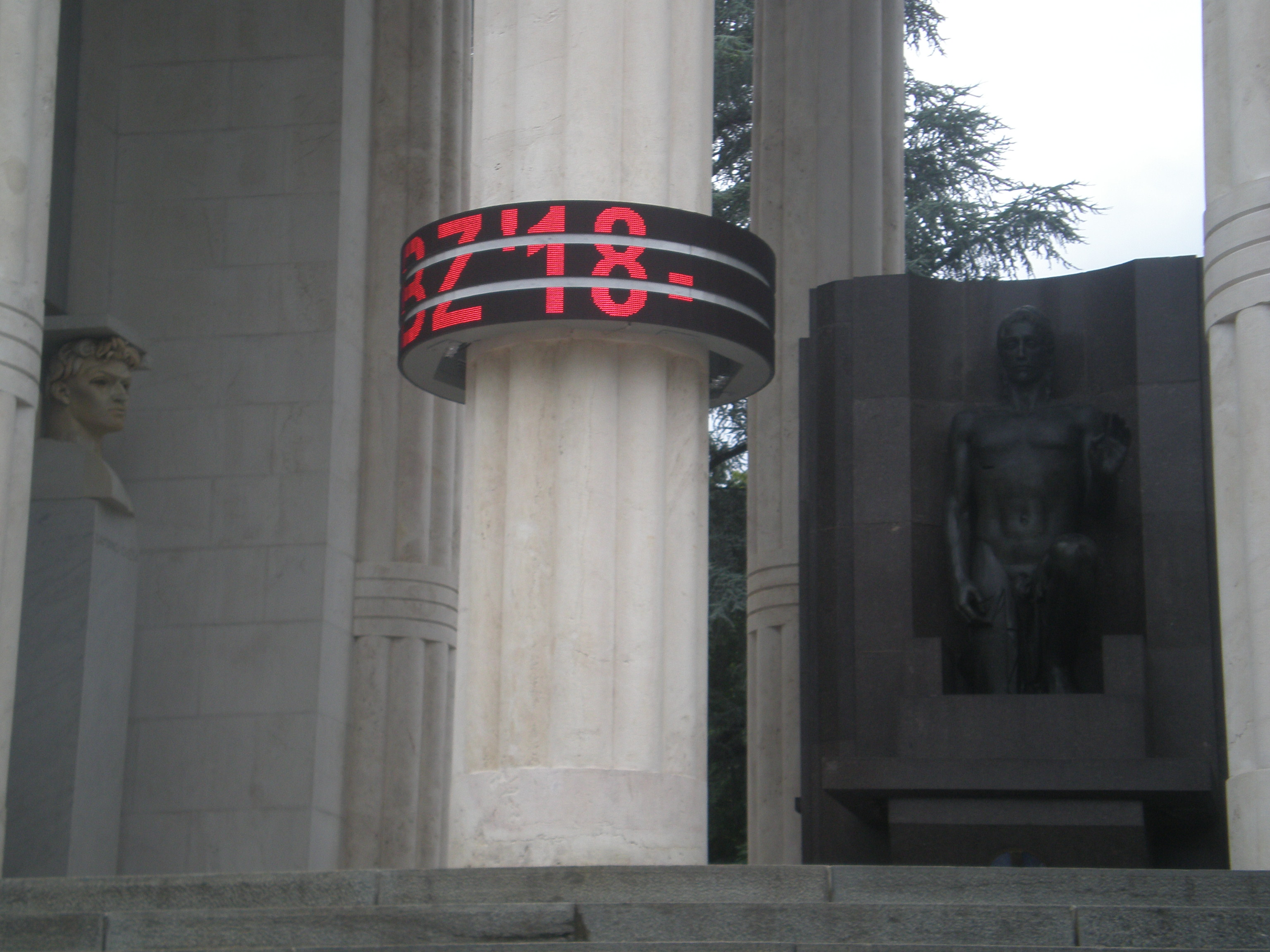
Im Sommer 2014 wurde in dem aus der faschistischen Zeit stammenden Bozner Siegesdenkmal die zeithistorische Dauerausstellung BZ '18–'45: ein Denkmal, eine Stadt, zwei Diktaturen eingerichtet.

1992 teilte die italienische Regierung der österreichischen mit, das Südtirol-Paket sei verwirklicht. Von der Regierung in Wien dazu befragt, traten über 90 % der Delegierten der SVP dafür ein, dass Österreich den Streit als beendet erkläre; der Tiroler Landtag in Innsbruck beschloss diese Empfehlung ebenfalls. Österreich gab daraufhin 1992 gegenüber Italien und den Vereinten Nationen die so genannte „Streitbeilegungserklärung“ ab. Im Zeitraum von 1972 bis 1992 waren nach und nach alle Paketbestimmungen, wie im „Operationskalender“ vereinbart, in die Tat umgesetzt worden.
Durch den ethnischen Proporz kann seither eine gerechte Verteilung der Stellen in der öffentlichen Verwaltung – noch im Jahre 1972 waren 90 Prozent der Beamten italienischer Muttersprache – gewährleistet werden sowie eine der Sprachgruppenstärke angemessene Verteilung von Sozialwohnungen erfolgen. Die Selbstverwaltung, wie sie im ursprünglichen Gruber-De-Gasperi-Abkommen vorgesehen war, ist durch das Zugeständnis wichtiger Kompetenzen, auch in der vom Landtag ausgeübten Gesetzgebung, verwirklicht worden. Von Belang sind auch die beträchtlichen finanziellen Mittel, die dem Land Südtirol zustehen und durchaus effizient eingesetzt werden. Landeshauptmann Luis Durnwalder, der 1989 die Nachfolge von Silvius Magnago angetreten hat, wurde am 30. Mai 2006 für seinen Einsatz für eine umsichtige und vorausschauende Haushaltspolitik mit dem „European Taxpayers’ Award“ ausgezeichnet.
Dank der Europäischen Union und der Einrichtung der Europaregion Tirol–Südtirol–Trentino verschwinden die politischen Grenzen zwischen den Gebieten des historischen Tirols immer mehr: Grenzposten und Grenzkontrollen gibt es de facto schon seit Jahren nicht mehr. Darüber hinaus trägt der Euro als gemeinsame Währung zum wirtschaftlichen Zusammenwachsen der gesamten Region bei.
Die drei ladinischsprachigen Orte Cortina d’Ampezzo, Livinallongo del Col di Lana und Colle Santa Lucia, die, ursprünglich ebenfalls mit Südtirol vereint, von den Faschisten an die Provinz Belluno angeschlossen wurden, haben am 28. Oktober 2007 in einem Referendum dafür gestimmt, wieder an Südtirol angegliedert zu werden. Letztendlich wird das italienische Parlament über die Wiederherstellung der historischen Grenzen entscheiden.
Aufgrund der besonderen Schutzmaßnahmen für die deutsche und ladinische Bevölkerung gilt Südtirol als Modellregion für die Autonomie von ethnischen Minderheiten, so dass sich nach einer durchaus konfliktreichen Vergangenheit ein friedliches Nebeneinander aller Bevölkerungsgruppen herauskristallisieren konnte.
Ein echtes Miteinander gibt es trotzdem nicht. Die Trennung der Bevölkerungsgruppen wird vor allem durch das Schulsystem, aber auch durch die Konzentration der Italiener auf die größeren Ortschaften gefördert.
Aus verschiedenen Gründen ist das Unbehagen, sog. „Disagio“, vieler Italiener vor der Südtiroler Autonomie nicht zurückgegangen. Ihre Herkunft aus den verschiedensten Regionen Italiens hat die Bildung einer starken gemeinsamen Identität beeinträchtigt. Zudem beherrschen viele die deutsche Sprache (ganz zu schweigen vom Südtiroler Dialekt) nur mangelhaft. Seit Einführung des Proporzes ist auch der öffentliche Dienst keine rein italienische Domäne mehr. Gewisse Spannungen zwischen den Bevölkerungsgruppen, die als Sprachgruppen bezeichnet werden, sind daher geblieben. In den achtziger Jahren profitierte das neofaschistische Movimento Sociale vom Unmut der Italiener und konnte vor allem in Bozen beträchtliche Wahlerfolge einfahren. Heutzutage sind ihre Stimmen auf zahlreiche Parteien verstreut, was eine starke politische Vertretung schier unmöglich macht. Das schlägt sich zum Beispiel darin nieder, dass von Südtirols 2030 Gemeinderäten nur 162, also 7,98 %, der italienischen Sprachgruppe angehören, obwohl diese 26,47 % der Gesamtbevölkerung stellt.
Am 15. November 2001 beschloss der Gemeinderat der Stadt Bozen, den Siegesplatz, an dem sich das Siegesdenkmal befindet, in Friedensplatz umzubenennen: Die Umbenennung sollte ein Zeichen der Versöhnung zwischen den Südtiroler Sprachgruppen sein. Die Alleanza Nazionale und die italienisch-nationalistische Unitalia sahen darin aber einen Versuch, die Stadt Bozen ihrer (heute) „italienischen Identität“ zu berauben, und konnten infolge einer Unterschriftenaktion eine Volksbefragung erzwingen, deren Ergebnis schließlich unerwartet deutlich ausfiel: 62 Prozent der am 6. Oktober 2002 abgegebenen gültigen Stimmen befürworteten eine Rückbenennung in Siegesplatz.
Für Unmut sorgte die im Jahr 2006 von den Schützen initiierte Petition der Südtiroler Bürgermeister an das österreichische Parlament in Wien, die Schutzmachtfunktion Österreichs verfassungsmäßig zu verankern. Der italienische Senator und ehemalige Präsident Francesco Cossiga brachte daraufhin einen Gesetzentwurf für ein Referendum über die staatliche Zugehörigkeit Südtirols in das italienische Parlament ein. Auch die Südtiroler Volkspartei lehnte den Entwurf ab, um keine neuen ethnischen Spannungen zu fördern. Am 10. Mai 2008 brachte Francesco Cossiga im Senat in Rom erneut einen Antrag zur Ausübung des Selbstbestimmungsrechts für Südtirol ein. Die Südtiroler Bevölkerung soll in einer Volksabstimmung befragt werden, ob Südtirol Teil des italienischen Staates bleiben soll, sich an Österreich bzw. an Deutschland anschließen oder selbständig werden soll.
Auch in der deutschsprachigen und ladinischen Südtiroler Bevölkerung gibt es Bestrebungen, sich von der Zugehörigkeit zum italienischen Staat zu lösen. Dafür setzen sich verschiedene Parteien ein, von der Union für Südtirol bis zu den Freiheitlichen und der Süd-Tiroler Freiheit, die mit provokativen Plakataktionen unter dem Motto „Süd-Tirol ist nicht Italien“ auf sich aufmerksam gemacht hat.
Insbesondere die finanzielle Autonomie Südtirols ist von Seiten italienischer Politiker immer wieder in die Kritik geraten, weil sich das Land anders als die Nachbarregionen nicht angemessen an den Transferzahlungen für den unterentwickelten Süden Italiens beteilige. Der ehemalige Präsident der Region Venetien sprach offen von „überholten Autonomie-Privilegien“ und drohte, den italienischen Verfassungsgerichtshof und sogar den Europäischen Gerichtshof anzurufen.
Ende Juli 2009 forderte der österreichische FPÖ-Politiker und Dritte Nationalratspräsident Martin Graf eine Volksabstimmung über eine Rückkehr Südtirols zu Österreich. Südtirols Landeshauptmann Durnwalder bezeichnete den Vorstoß Grafs als „unrealistisch und unverantwortlich“. Der Vorstoß wurde vom Nordtiroler Landeshauptmann Günther Platter, vom Zweiten Nationalratspräsidenten Fritz Neugebauer und von Andreas Khol, Nationalratspräsident bis 2006, ebenfalls kritisiert. Dennoch kam es zu einer generellen Entspannung der italienisch-österreichischen Beziehungen in der Südtirolfrage. Symbolisiert wurde diese durch erstmalige Zusammenkünfte hoher politischer Repräsentanten beider Staaten auf Südtiroler Boden: Am 5. September 2012 trafen sich die Staatspräsidenten Giorgio Napolitano und Heinz Fischer zu Konsultationen im Meraner Kurhaus, am 5. Juli 2014 nahmen Ministerpräsident Matteo Renzi und Bundeskanzler Werner Faymann gemeinsam an einer Tagung auf Schloss Prösels teil.
Bei den Landtagswahlen 2013 verlor die Südtiroler Volkspartei mit 45,7 % bzw. 17 (von 35) Sitzen erstmals in ihrer Geschichte die absolute Mandatsmehrheit. Dieser Trend setzte sich bei den Wahlen 2018 fort, als die SVP auf 41,9 % bzw. 15 Sitze des Landesparlaments kam.
Zum 100. Jahrestag der Annexion von Südtirol durch Italien, wurde am 10. Oktober 2020 in der Mitte des historischen Tirols ein Mahnmal eingeweiht, unter Anwesenheit der drei Landeshauptleute von Tirol (Österreich), Südtirol und Trentino. Die Aufschrift lautet „Markstein Mitte Tirols als Denkmal für die am 10. Oktober 1920 erfolgte ungerechte Teilung des Landes Tirol und als Wegweiser für eine europäische Perspektive“. Das Mahnmal steht beim Latzfonser Kreuz oberhalb von Klausen in Südtirol.